# Völkl
 (octobre 2012).
Si vous disposez d'ouvrages ou d'articles de référence ou si vous connaissez des sites web de qualité traitant du thème abordé ici, merci de compléter l'article en donnant les références utiles à sa vérifiabilité et en les liant à la section « Notes et références ».
Völkl est un fabricant allemand d'équipements sportifs fondé en 1923. Associé à Marker depuis 1960, un autre spécialiste du sport d'hiver, il est propriété du groupe américain Kohlberg & Company (en). Initialement, il ne fabriquait que des skis mais a diversifié ses activités, produisant maintenant des snowboards, des vêtements de sports d'hiver et des équipements pour le tennis. L'importante filiale américaine du groupe est basée à West Lebanon, dans le New Hampshire. Le groupe Marker Dalbello Völkl emploie environ 900 personnes dans le monde et ses produits sont commercialisés dans plus de 40 pays. 

## Origines
En 1884, Georg Völkl fonde la société qui porte son nom près de Munich, qui produit des calèches avant de se mettre à la construction de traîneaux. En 1923, la société passe dans les mains de Franz Völkl et produit son premier ski, dénommé Vöstra. En 1952 la société connaît un nouveau transfert familial et se lance dans la production en série de skis. En 1999, une nouvelle entreprise, spécifiquement spécialisée dans le tennis, est créée : Völkl Tennis GmbH dont Boris Becker est actionnaire à 50 %.

## Fabricant de skis
Völkl fabrique des skis depuis 1923, à Straubing, en Bavière. Dans les années 1960, l'entreprise américaine Sears commence à distribuer les skis de Völkl aux États-Unis. Depuis, l'usine d'origine de Straubing est devenue le Völkl World Logistics Center. Une autre usine a été construite, toujours à Straubing, pour la production des skis.
La gamme Völkl couvre un spectre très large : adultes (hommes et femmes), enfants et propose des skis adaptés à toutes les activités. Skis de course, pour le freestyle, freeride,la randonnée, le backcountry...

### Place sur le marché
En 2006 les 550 employés de l'usine de Straubing produisaient environ 460 000 paires de skis par an, ce qui représentait 10 % du marché mondial. La fabrication des snowboard était elle localisée en Chine. 
Aujourd'hui Völkl occupe la quatrième place mondiale sur le marché du ski et la troisième en Allemagne. Sur le marché américain au très fort volume, la marque allemande occupait la deuxième place en 2005, ainsi que la deuxième en Suisse et en Italie. 

### Team de skieurs
Völkl équipe entre autres, chez les hommes, Sebastian Foss Solevaag, Justin Murisier, Manfred Pranger, Stefano Gross, Andri Ragettli, Ahmet Dadali, Alex Beaulieu-Marchand et plusieurs autres. L’équipe complète de volkl : https://www.voelkl.com/fr/team/
Chez les femmes, Völkl a longtemps été le fournisseur de la skieuse alpine américaine Julia Mancuso (avant son départ chez Head). Depuis, le fabricant allemand a signé avec Julia Ford et Laurenne Ross, toutes deux membres de l'équipe américaine de ski alpin. Völkl compte également dans ses rangs la jeune Suissesse Jasmina Suter et l'autrichienne Andrea Fischbacher,.  
En freestyle, les skis Völkl équipent notamment Nick Goepperr, Ahmet Dadali, Kevin Rolland, Oystein Braten, Jeremy Pancras, Coline Ballet Baz, Emma Dalhstrom, Ingrid Backstrom et Jen Hudak.

## Tennis
Völkl introduit sa première raquette de tennis à l'été 1972. Cette raquette, nommée “Zebra”, fut la première raquette du marché fabriquée totalement en composite. Depuis, plusieurs technologies se sont succédé comme les raquettes “Quantum” (1999-2001), “Catapult” (2001-), DNX, Power Arm, Attiva
Les raquettes Völkl se déclinent actuellement autour de la gamme “Organix” ou “Power Bridge”. Les raquettes Völkl ont été celles de joueurs comme John McEnroe, Boris Becker, Sergi Bruguera, Petr Korda et plus récemment de Félix Mantilla, Jiří Novák ou Radek Štěpánekgerald roque. Chez les femmes, Völkl équipe Tatiana Golovin ou Samantha Stosur.